# Орки
Орките (на латински: Orcus, титла на бога Плутон, цар на подземното царство) са митични същества, познати в наши дни предимно от книгите на Дж. Р. Р. Толкин като раса от създания, които често са използвани от злите сили като войници.
Латинското наименование е използвано впоследствие и за подземното царство като цяло. Думата се появява по-късно в германските езици без латинското си окончание в познатата форма „орк“.
Във фолклора и в приказките на европейските народи орките са огромни човекоподобни чудовища, великани, гиганти, жестоки човекоядци.

## Орките в творбите на Толкин
Орките са злобни същества, известни от творбите на английския писател Джон Роналд Руел Толкин – „Хобит“, „Властелинът на пръстените“, „Силмарилион“ и други. Орките са създадени от първия Мрачен владетел, наричан Моргот /Мелкор/, в Севера на Средната земя.
Толкин описва, че първоначално те били елфи, отвлечени от слугите на Моргот, изтезавани и осакатени, докато се превърнали в „скверни, поробени твари“ – злобна подигравка с елфите – прекрасните Чеда на Илуватар. Обратно на елфите, възвишени и красиви, орките са дребни, кривокраки, кривогледи и гърбави същества, с тъмна кожа, стърчащи от устата остри зъби. Във вълшебния свят на Толкин по подобен начин са създадени и троловете – като грозно подобие на ентите, за забавление на Мрачния владетел.
Орките повече от всичко обичат да рушат и убиват, въпреки че ако се наложи умеят да строят и да бъдат опитни ковачи и леяри (макар и далеч от класата на джуджетата, както е казано в „Хобит“). Говорят варварска смесица от различни езици, като всичко изопачават по свой вкус, а говорът им е изпълнен с ругатни и грубости. Саурон, Властелинът на пръстените (първи помощник на Моргот и по-късно новият Мрачен владетел) създава Черната реч, желаейки да я направи общ език за слугите си, но се проваля в това и единствено Назгулите я знаят в древната ѝ форма. Но трябва да се отбележи, че много от думите, разпространени сред орките през Третата епоха идват именно от Черната реч – един пример е думата гаш („огън“).
Любимото оръжие на орките – ятаганът, въпреки че използват също боздугани, лъкове и брадви. Орките изключително са на страната на злото, те са използвани от Мрачния владетел като основни войскови единици и враждуват с всички други народи.
Орките не понасят слънчевата светлина, предпочитат мрака на нощта или тунелите, които прокопават с голямо умение. През Третата епоха обаче, Саруман създава в Исенгард особена порода полуорки, устойчива на слънчева светлина, по-едра и силна от съществуващите дотогава представители. Наричат я Урук-хай (от Черната реч - буквално „племе на орките“).
Основните обиталища на орките през Третата епоха на Средната земя са в Мордор, Мъгливите планини, Исенгард. Известни с имена представители на оркския род са Гришнах, Горбаг, Шаграт, Углук и други. Другите народи използват различни названия за тези неприятни същества. Всъщност „орк“ е название най-близко до езика на Рохан. На Синдарин то звучи като ирч, Друедаините използват думата горгун, в Черната реч названието е урук. Елфите употребяват и думата Гламхот – буквално „креслива орда“.

## Орките в поредицата Warcraft
В поредицата Warcraft орките са представени като народ, готов да се хвърли с готовност в боя. Макар и понякога по-кръвожадни от нужното са показани и техни добри черти. Във втората книга главният герой е орк (Трал, който по-късно става и техен боен водач). Светът е показан предимно през техния поглед и мироглед. Разкрити са тяхната обич към природата и бойният им дух.
В следващите книги от поредицата (трилогията „Войната на древните“) един от героите също е орк (Броксигар или Брокс, един от най-добрите войни в редиците, изпратен от Трал на специална мисия). И макар и на външен вид да прилича просто на чудовище, Брокс отново ни показва, че представата за народа му не е съвсем точна. Той се жертва в името на каузата, знаейки че със сигурност ще умре, но надеждата му да помогне на другарите си (които в конкретния случай са човек, дракони и нощни елфи) го карат да се изправи без страх дори и пред господаря на Пламтящия легион – Саргерас.